# 澤田博幸
澤田 博幸（さわだ ひろゆき、1973年11月30日 - ）は、日本の男性俳優、声優。BQMAP所属。北海道出身。

## 出演作品

### テレビドラマ
- 金曜エンターテイメント 浅見光彦シリーズ「日蓮伝説殺人事件」（2003年5月）
- プライド

### テレビアニメ
- 十兵衛ちゃん2 -シベリア柳生の逆襲-（白戸屋バッテン）
- 涼風（取り巻き）
- 蟲師（西の街の家族、父）
- レジェンズ 甦る竜王伝説（サスケ・マツタニ）

### ウェブアニメ
- 星空キセキ（充）